# Maďarská republika rad

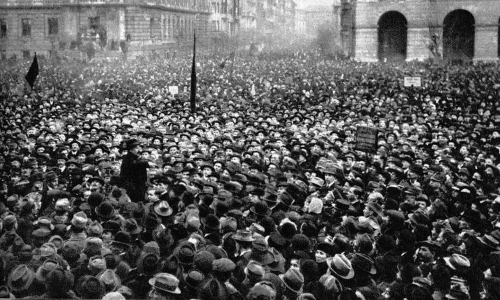
Vyhlášení Maďarské republiky rad 21. března 1919

Maďarská republika rad nebo Maďarská sovětská republika (Maďarsky: Magyarországi Tanácsköztársaság) byla dočasným státním útvarem existujícím od 21. března do 1. srpna 1919. Jednalo se o komunistický stát s diktaturou proletariátu, který vznikl z Maďarské demokratické republiky. V čele Maďarské republiky rad stál komunista Béla Kun.

## Historie

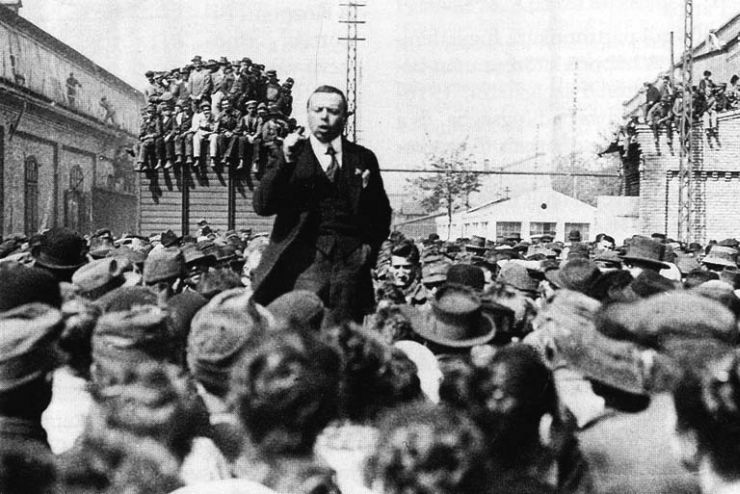
Béla Kun

Revoluční vláda znárodnila továrny, doly a banky. Konfiskovala půdu nad 57 hektarů a řídila Maďarskou Rudou armádu. Vláda rovněž prosazovala zestátnění kultury a školství, zavedla stanné právo a revoluční teror s fyzickou likvidací odpůrců (450 osob).
Nespokojeny s tímto vývojem vystoupily proti MRR státy budoucí Malé dohody a zahájily společnou intervenci (Rumunské království 16. dubna, ČSR 27. dubna). Maďarská Rudá armáda přešla dne 20. května do protiútoku a obsadila území jižního Slovenska, kde vytvořila 16. června Slovenskou republiku rad. Československé vojsko proti této ofenzívě na území ČSR zakročilo a okupované území bylo získáno zpět. Do protiofenzivy se zapojily i české spolky Sokol a DTJ, jejichž členové vstupovali do tzv. pluků Stráže svobody. Sokolové vyslali 4 prapory a DTJ jednu rotu. Rozhodující v boji s maďarskými útočníky byla bitva o Zvolen.
Rumunská vojska následně obsadila Budapešť a 1. srpna 1919 předala Maďarská republika rad vládu do rukou sociálních demokratů. Počátkem listopadu se rumunská vojska stáhla zpět na své území a 16. listopadu 1919 vstoupil v čele národní armády do Budapešti bývalý admirál rakousko-uherského námořnictva Miklós Horthy. Situace byla stabilizována 1. března 1920, kdy parlament vyhlásil Maďarské království, jeho regentem se stal Miklós Horthy.

## Státní symboly
Komunisté odstranili veškeré tradiční státní symboly. Červeno-bílo-zelenou vlajku nahradila vlajka rudá – symbol proletářské revoluce a funkci státního znaku převzala rudá hvězda.